# Biện hoàng hậu (Tào Mao)
Biện hoàng hậu (tiếng Trung: 卞皇后; ? – ?), không rõ tên thật, là hoàng hậu của Ngụy Thiếu Đế Tào Mao, vị vua thứ tư nhà Tào Ngụy thời Tam Quốc trong lịch sử Trung Quốc.

## Tiểu sử
Biện hoàng hậu quê ở huyện Khai Dương, quận Lang Gia, Từ Châu, là con gái của Quang lộc đại phu Biện Long (卞隆). Biện Long là con trai thứ hai của Khai Dương hầu Biện Lan, cháu của Khai Dương hầu Biện Bỉnh. Biện Bỉnh là em trai của Biện thái hậu (vợ Tào Tháo). Không rõ Biện hậu kết hôn với Cao Quý hương công Tào Mao vào năm nào.
Năm 154, quyền thần Tư Mã Sư phế bỏ Tào Phương, lập Tào Mao lên ngôi hoàng đế. Tháng 3 (ÂL) năm sau (255), Biện phi được sắc lập làm hoàng hậu. Tháng 4 (ÂL) cùng năm, cha của hoàng hậu là Biện Long được phong tước Tuy Dương hương hầu.
Năm 260, Tào Mao nổi dậy chống họ Tư Mã thất bại, bị Thành Tế, Giả Sung giết hại. Tư Mã Chiêu lập Tào Hoán làm hoàng đế, phế bỏ hậu vị của Biện hậu.